# Wario (serie)
Wario (ワリオ?) è una serie di videogiochi giapponese, spin-off del franchise di Mario, pubblicata da Nintendo. Primo franchise di Nintendo a presentare un antieroe come protagonista, è stato ideato da Hiroji Kiyotake e Takehiko Hosokawa per Nintendo R&D1. I videogiochi sono sviluppati da diversi aziende, tra cui Nintendo, Suzak, Good-Feel e Intelligent Systems.

L'emblema di Wario sul suo cappello e i suoi guanti è usato per rappresentare il personaggio in diversi giochi.

È iniziata con Wario Land: Super Mario Land 3, primo videogioco ad includere Wario come personaggio giocante. La serie Wario è principalmente composta di videogiochi a piattaforme e raccolte di minigiochi, ma presenta anche videogiochi di altri generi.

## SerieWario Land
| 1994 | Wario Land: Super Mario Land 3  |
| 1995 | Virtual Boy Wario Land          |
| 1996 |                                 |
| 1997 |                                 |
| 1998 | Wario Land II                   |
| 1999 |                                 |
| 2000 | Wario Land 3                    |
| 2001 | Wario Land 4                    |
| 2002 |                                 |
| 2003 | Wario World                     |
| 2004 |                                 |
| 2005 |                                 |
| 2006 |                                 |
| 2007 | Wario: Master of Disguise       |
| 2008 | Wario Land: The Shake Dimension |

La serie Wario Land è iniziata con Wario Land: Super Mario Land 3, a seguito della prima apparizione del personaggio in Super Mario Land 2: 6 Golden Coins.

## SerieWarioWare
| 2003 | WarioWare, Inc: Minigame Mania     |
| 2003 | WarioWare, Inc.: Mega Party Games! |
| 2004 | WarioWare: Twisted!                |
| 2004 | WarioWare: Touched!                |
| 2005 |                                    |
| 2006 | WarioWare: Smooth Moves            |
| 2007 |                                    |
| 2008 | WarioWare: Snapped!                |
| 2009 | WarioWare D.I.Y.                   |
| 2009 | WarioWare D.I.Y. Showcase          |
| 2010 |                                    |
| 2011 |                                    |
| 2012 |                                    |
| 2013 | Game & Wario                       |
| 2014 |                                    |
| 2015 |                                    |
| 2016 |                                    |
| 2017 |                                    |
| 2018 | WarioWare Gold                     |
| 2019 |                                    |
| 2020 |                                    |
| 2021 | WarioWare: Get It Together!        |
| 2022 |                                    |
| 2023 | WarioWare: Move It!                |

WarioWare, nota in Giappone come Made in Wario (メイド イン ワリオ?, Meido in Wario) è una serie di videogiochi composta da raccolte di minigiochi. Prende il nome dalla WarioWare Inc, un'azienda produttrice di videogiochi immaginaria, di proprietà di Wario. La serie nasce con WarioWare, Inc: Minigame Mania per Game Boy Advance e GameCube.